# Sophie Monk
Sophie Charlene Akland Monk (sinh ngày 14 tháng 12 năm 1979) là một ca sĩ nhạc pop Úc, nữ diễn viên và người mẫu.

## Tiểu sử
Sophie Monk sư được sinh ra ở Anh, nhưng cha mẹ cô đến Úc tại Gold Coast, bang Queensland. Cô đã từng là thành viên của Úc nữ Bardot nhóm nhạc và từ đó đã thành lập một sự nghiệp solo với việc phát hành một album Calendar Girl (2003). Gần đây, cô ấy biến thành hành động, xuất hiện trong các phim như Date Movie (2006), Click (2006) và Sex and Death 101 (2007).

## Sự nghiệp
Sự nghiệp âm nhạc chuyên nghiệp của Monk đã bắt đầu vào năm 1999 khi cô đáp lời một quảng cáo mà yêu cầu cô gái với giọng hát và kinh nghiệm khiêu vũ. Các quảng cáo được cho các phim truyền hình Úc Popstars, một tài năng mà chương trình truyền hình nhằm tạo ra một nhóm nhạc nữ thành công mới. Sau nhiều vòng ca hát và nhảy múa hội thảo, Monk đã được chọn là một thành viên của nhóm, được đặt tên là Bardot.
Ngay sau khi ly thân của các thành viên của Bardot, Monk bắt đầu sự nghiệp solo âm nhạc của mình. Nó được phát hành vào tháng 10 năm 2002 đầu tiên duy nhất "Inside Outside" và một album mang tên Calendar Girl tháng 5 năm 2003.
Sophie Monk có kể từ khi thành lập mình ở Hollywood, mặc dù hầu hết các vai diễn của cô đã được hợp lý nhỏ. Trong tháng 2 năm 2006, cô đóng vai chính trong vai trò chức năng đầu tiên của cô là Andy quyến rũ trong phim hài Date Movie.
Trong tháng 6 năm 2006 chứng kiến việc phát hành bộ phim Click, một câu chuyện về một điều khiển từ xa phổ quát. Monk đóng một vai trò nhỏ trong bộ phim này như là một thư ký tên là Stacey. Trong năm 2007, Monk đóng vai trò của Cynthia Rose trong bộ phim hài đen tối Sex and Death 101.

## Cuộc sống cá nhân
Sophie Monk đã có một tờ báo, báo cáo về cuộc sống riêng tư, trong đó có một khoảng thời gian hẹn hò nam diễn viên Jude Law. Monk bắt đầu hẹn hò Benji Madden trong năm 2006, nhưng trong tháng 1 năm 2008, phương tiện thông tin đại lý báo cáo rằng các cặp vợ chồng đã chia tay lên. Cô hiện đang trong một mối quan hệ cũng được biết đến với bác sĩ phẫu thuật nhựa Los Angeles.

## Danh sách đĩa hát

### Album phòng thu
- Calendar Girl (2003)

### Đĩa đơn
- Inside Outside (2002)
- Get the Music On (2003)
- One Breath Away (2003)

## Danh sách phim
- The Mystery of Natalie Wood (2004) … Marilyn Monroe
- London (2005) … Lauren
- Date Movie (2006) … Andy
- Click (2006) … Stacey
- Sex and Death 101 (2007) … Cynthia Rose
- Spring Breakdown (2009) … Mason
- Murder World (2009) … Brooke
- Spring Break '83 (2010) … Brittany
- The Hills Run Red (2010) … Alexa
- Hard Breakers (2010) … Lindsay Greene